# Wahl zum Senat der Vereinigten Staaten in Arizona 1992
Am 3. November 1992 wurde einer der beiden Vertreter des US-Bundesstaates Arizona im Senat der Vereinigten Staaten gewählt. Der Amtsinhaber John McCain wurde im Amt bestätigt.

## Kandidaten
- Claire Sargent (Demokraten), Gemeindeaktivistin
- Evan Mecham (Unabhängige), früherer Gouverneur
- John McCain (Republikaner), Amtsinhaber
- Kiana Delamare (Libertäre)
- Ed Finkelstein (New Alliance Party)

## Ergebnisse
| Partei             | Kandidat       | Stimmen | Anteil  | Veränderung |
| ------------------ | -------------- | ------- | ------- | ----------- |
| Republikaner       | John McCain    | 771.395 | 55,82 % | −4,66 %     |
| Demokraten         | Claire Sargent | 436.321 | 31,57 % | −7,94 %     |
| Unabhängige        | Evan Mecham    | 145.361 | 10,52 % |             |
| Libertarier        | Kiana Delamare | 22.613  | 1,64 %  |             |
| New Alliance Party | Ed Finkelstein | 6.335   | 0,46 %  |             |
| Write-ins          |                | 26      | 0,00 %  |             |